# Червоний міст (Єреван)
Черво́ний міст (вірм. Կարմիր կամուրջ, Кармір камурдж) — зруйнований міст через річку Раздан у Єревані (Вірменія). До відкриття 1945 року моста Перемоги, Червоний міст був головним і єдиним мостом через Раздан, що зв'язує місто з правим берегом.

## Назва
Назвали Червоний міст за кольором вулканічного туфу, з якого його побудовано. Також відомий як Старий Разданський міст та міст ходжі Пілава (вірм. Խոջա Փլավի կամուրջ, Ходжа Плаві Камурдж), за ім'ям багатого купця з Канакера, який виділив гроші на його реконструкцію.

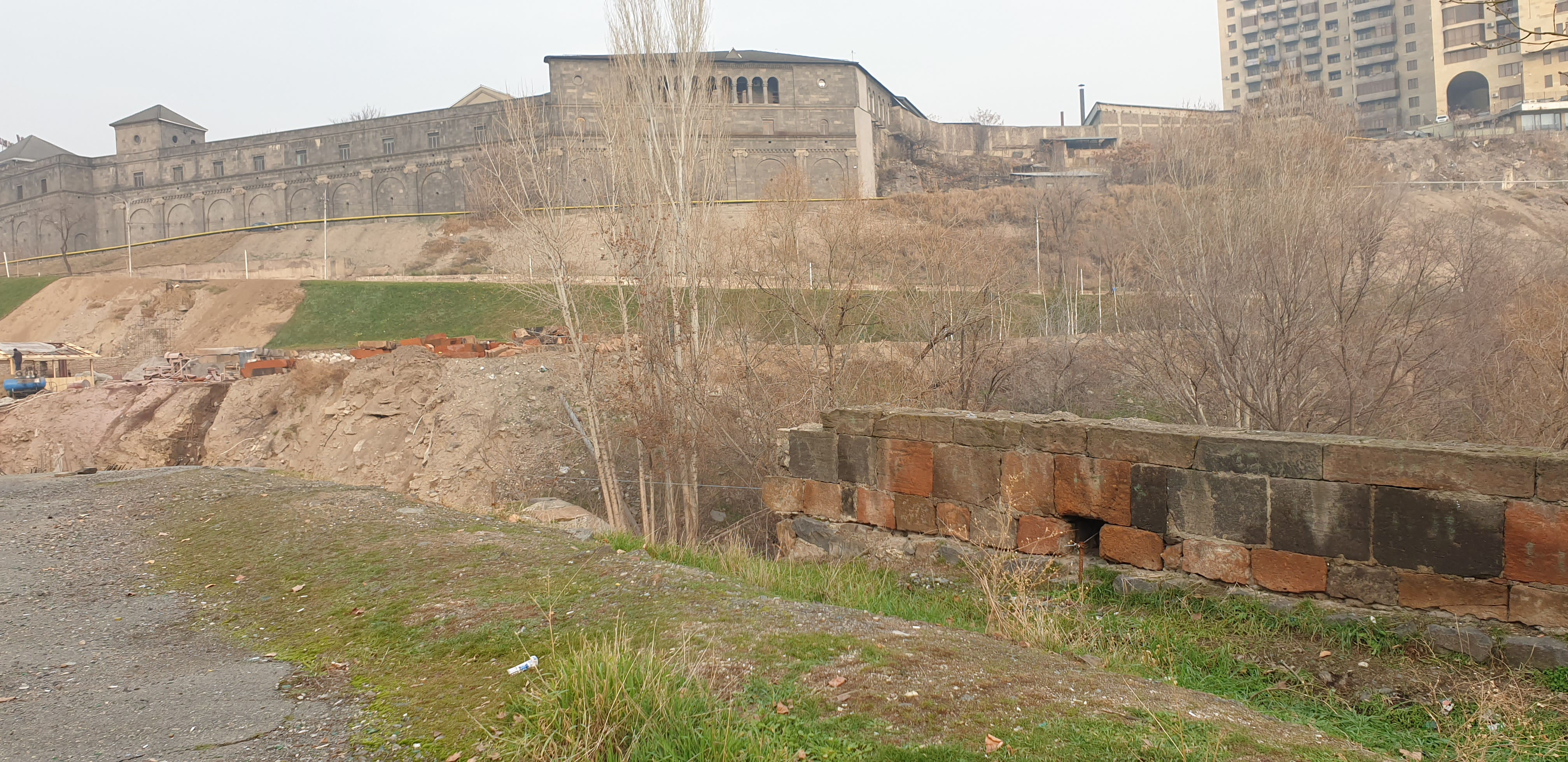
Вид і моста на Єреванську фортецю

## Історія
Будівництво мосту відносять до XII століття. Ним ішли всі каравани до міста, а також він поєднував Еріванську фортецю та Араратську долину. 1679 року старий міст зруйновано землетрусом, але вже 1680 року відновлено. 1850 року російські інженери відремонтували міст, зберігши його вигляд.
Міст був двопрогінний кам'яний арковий. Розміри прогонів 14 + 14,1 м. В опорах було зроблено отвори для пропускання поливної води. Стрільчасті склепіння моста, а також нижні частини опор було зроблено з тесаного туфу, верхні частини і дамбу викладено на розчині з товстими швами з цегли, що утворює мальовниче тло, на якому чітко виділяється строгий малюнок архівольтів. Цоколь облицьовано туфом. Загальна довжина моста становила 87,5 м, ширина проїзної частини — 6,5 м, висота над рівнем води — 11 м.

На правому боці моста було встановлено мармурову дошку, присвячену його будівництву:
Під час царювання великого володаря, що повеліває над всесвітом, найчеснішого з племен пророка, який дотримується правил дванадцяти імамів, керуванням подібного мудрому Соломону, який здійснив епоху царювання непереможного і щасливого Шах-Абаза, з покоління пророка, відомого під ім'ям Баадур; нехай увічнить Господь Бог царювання та царство його. За наказом зазначеного вище гідного царства небесного шаха збудував міст над річкою Зангою Амір-гю-на-хан-сири-Аслан, відомий під ім'ям Шар-Аслана, начальника ериванського ханства. Основу цього мосту заклав майстер Хан-Карим, який, по закінченні будівництва, представився Богові. Винуватець спорудження мосту і майстер, що його збудував, успадковували царство небесне.
Якщо скласти перші букви останньої фрази оригіналу, утвориться рік спорудження мосту: 1035 за ісламським календарем, відповідний 1680 року за григоріанським календарем.
До середини 1940-х років — до спорудження моста Перемоги — Червоний міст був головним і єдиним мостом через Раздан, що зв'язує місто з правим берегом. Однак, після будівництва мосту Перемоги Червоний міст виявився закинутим.
2023 року коштом приватного інвестора почалися роботи з відновлення моста.

## Галерея

Історичні зображення
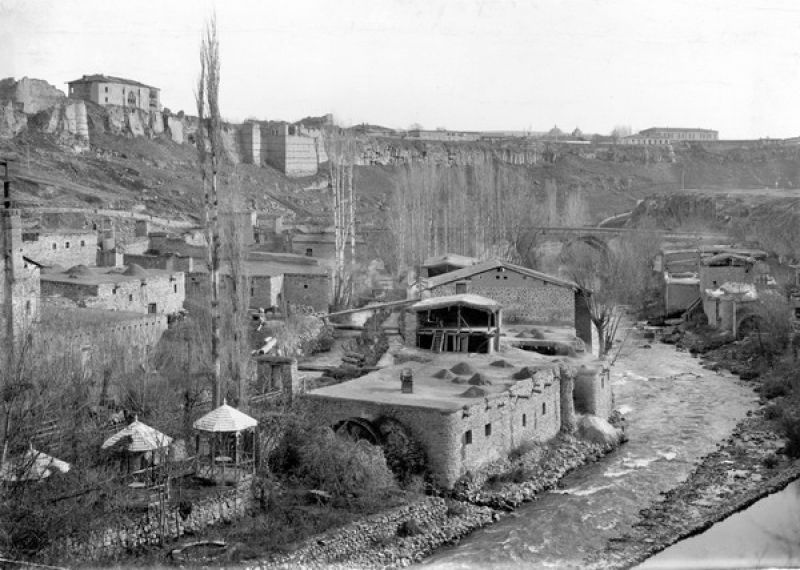
1911 рік
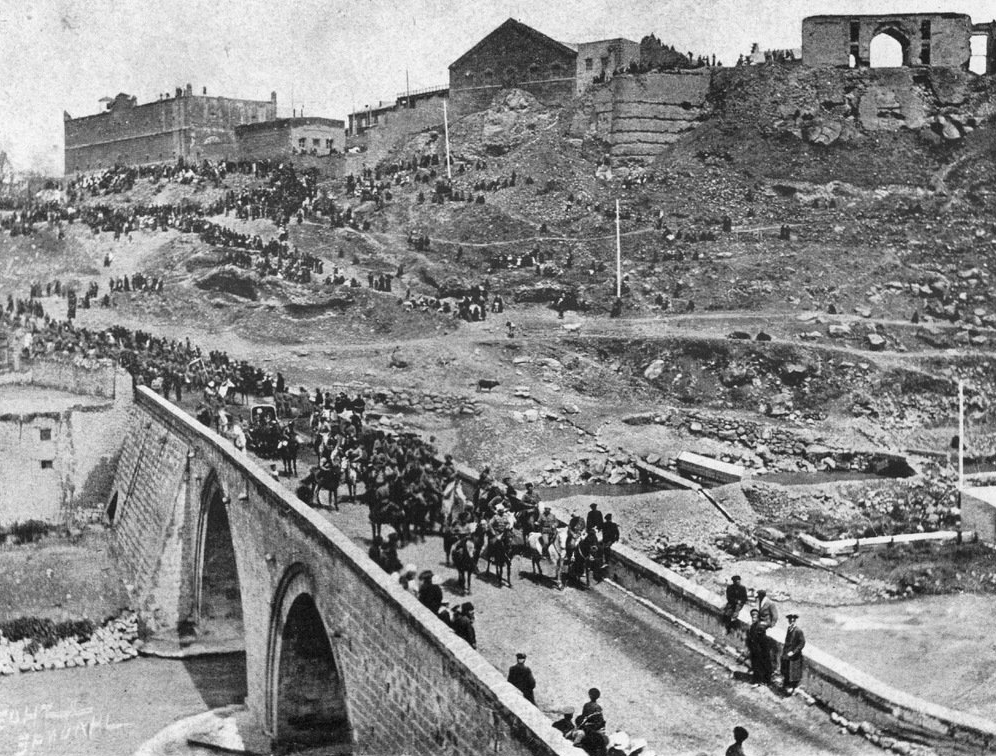
1914 рік
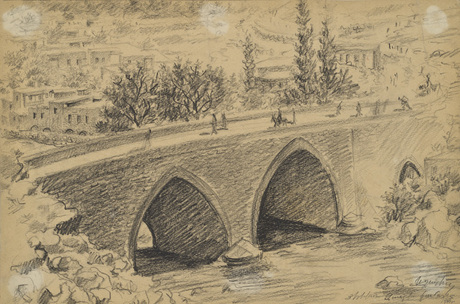
Гравюра Арарата Гарібяна, 1943 рік

Сучасні зображення
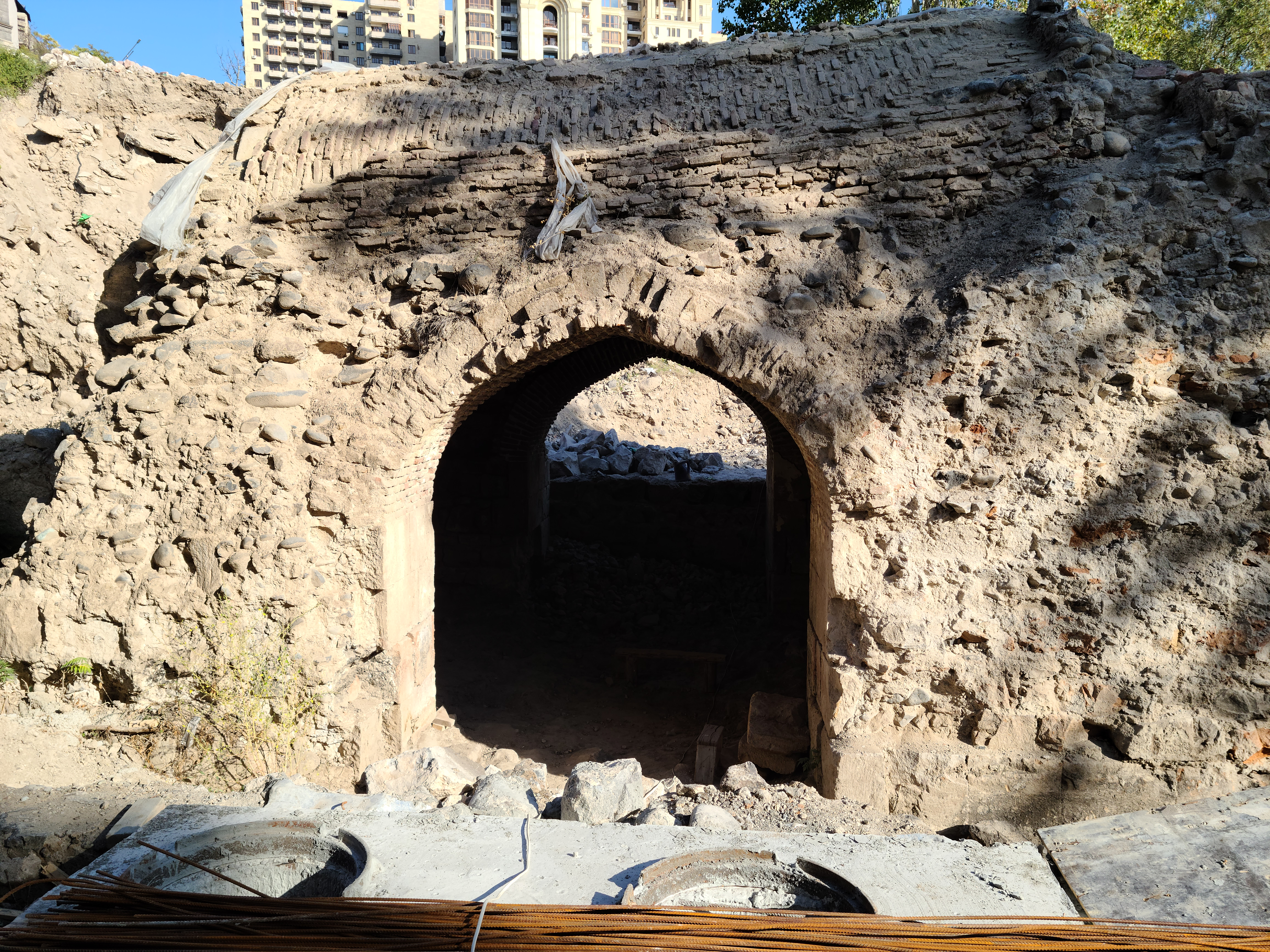
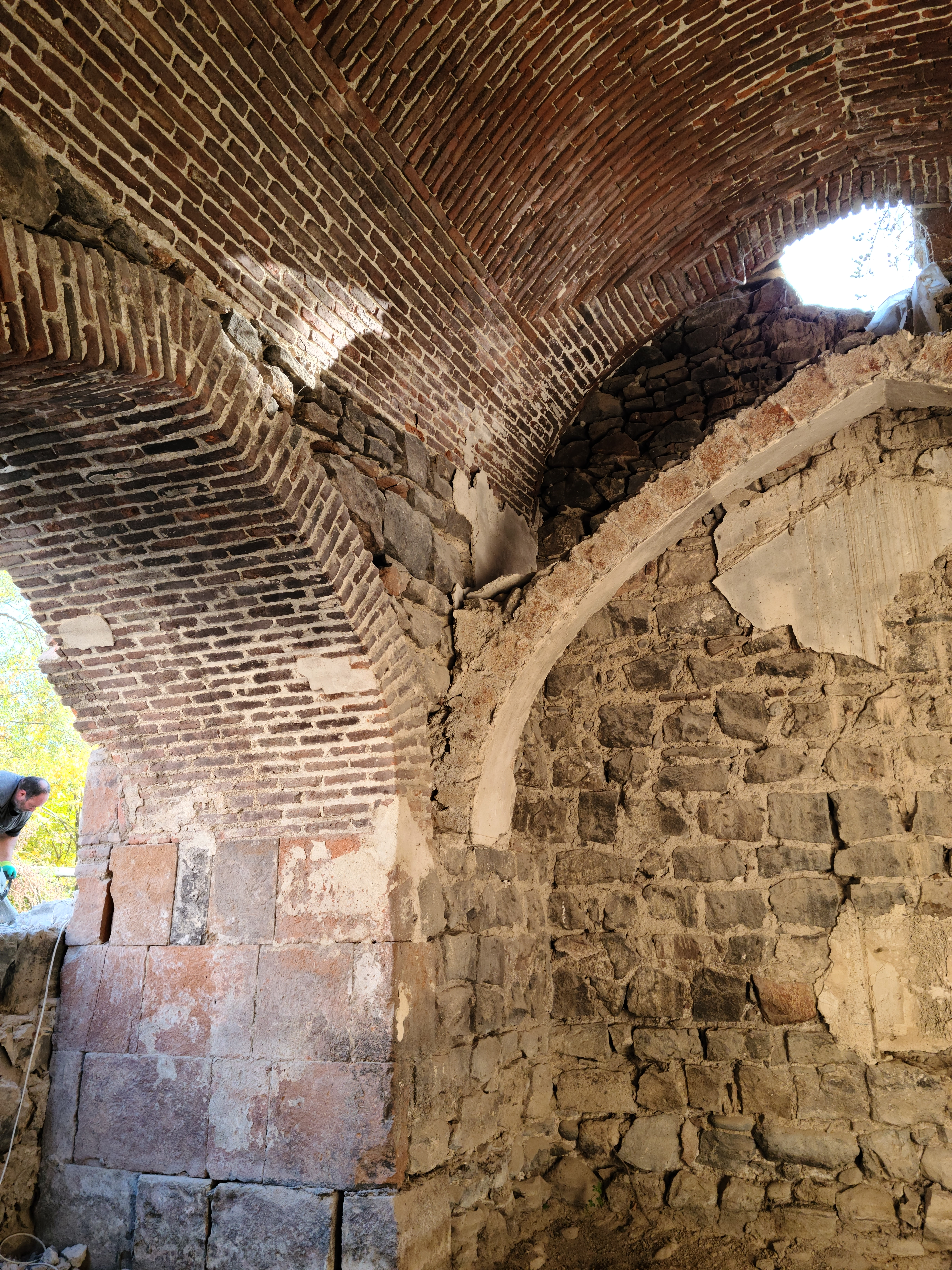
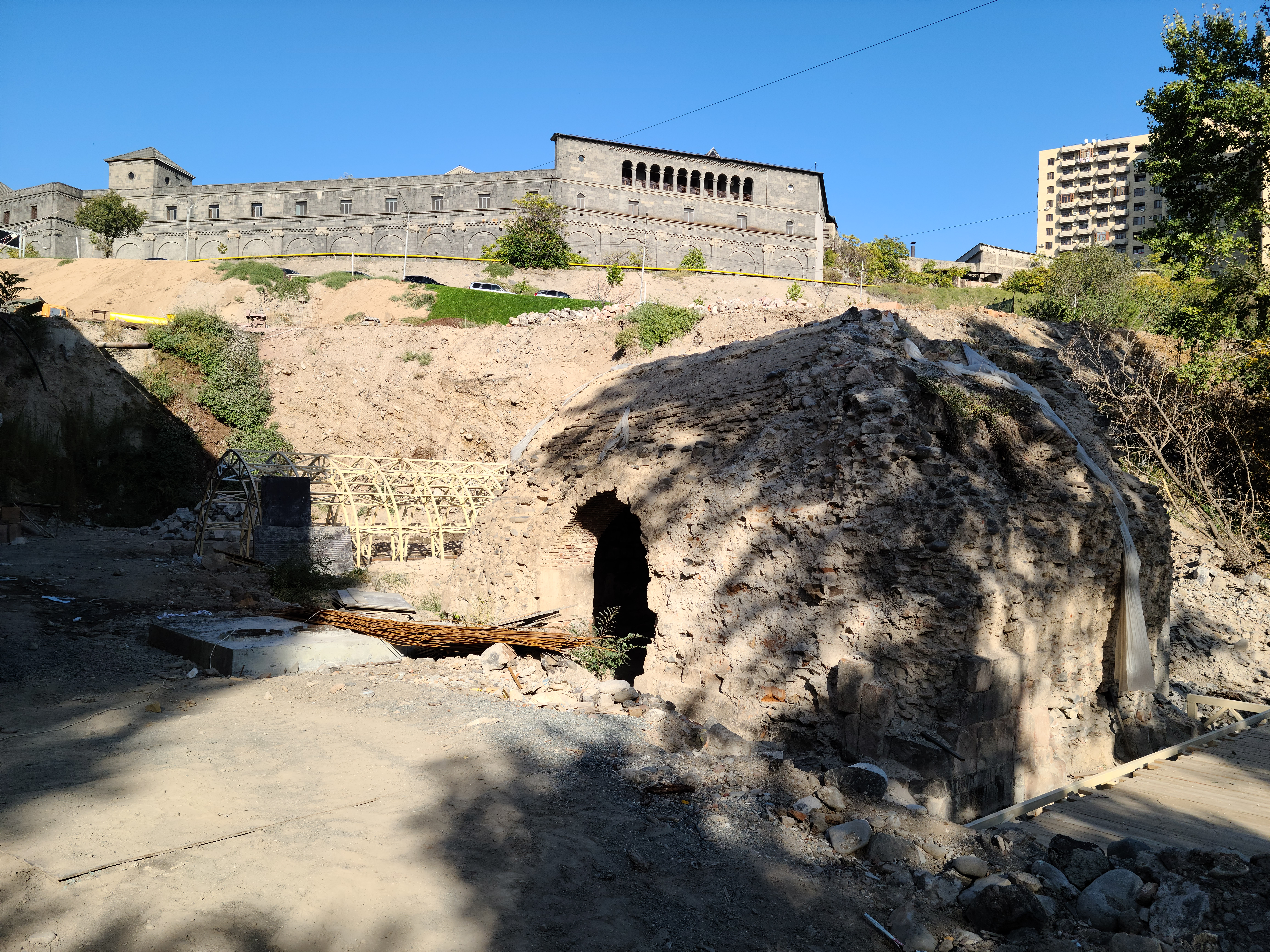
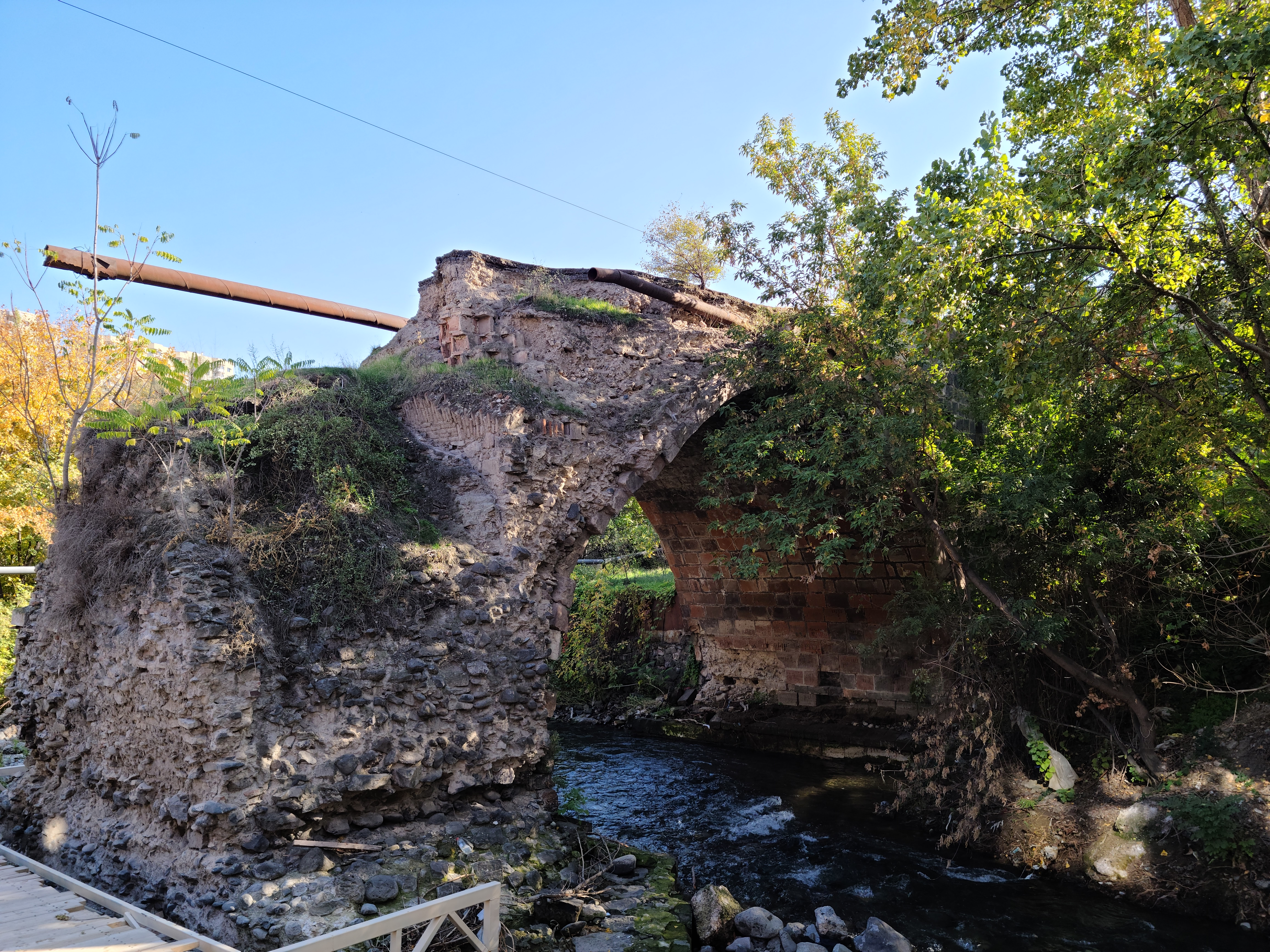
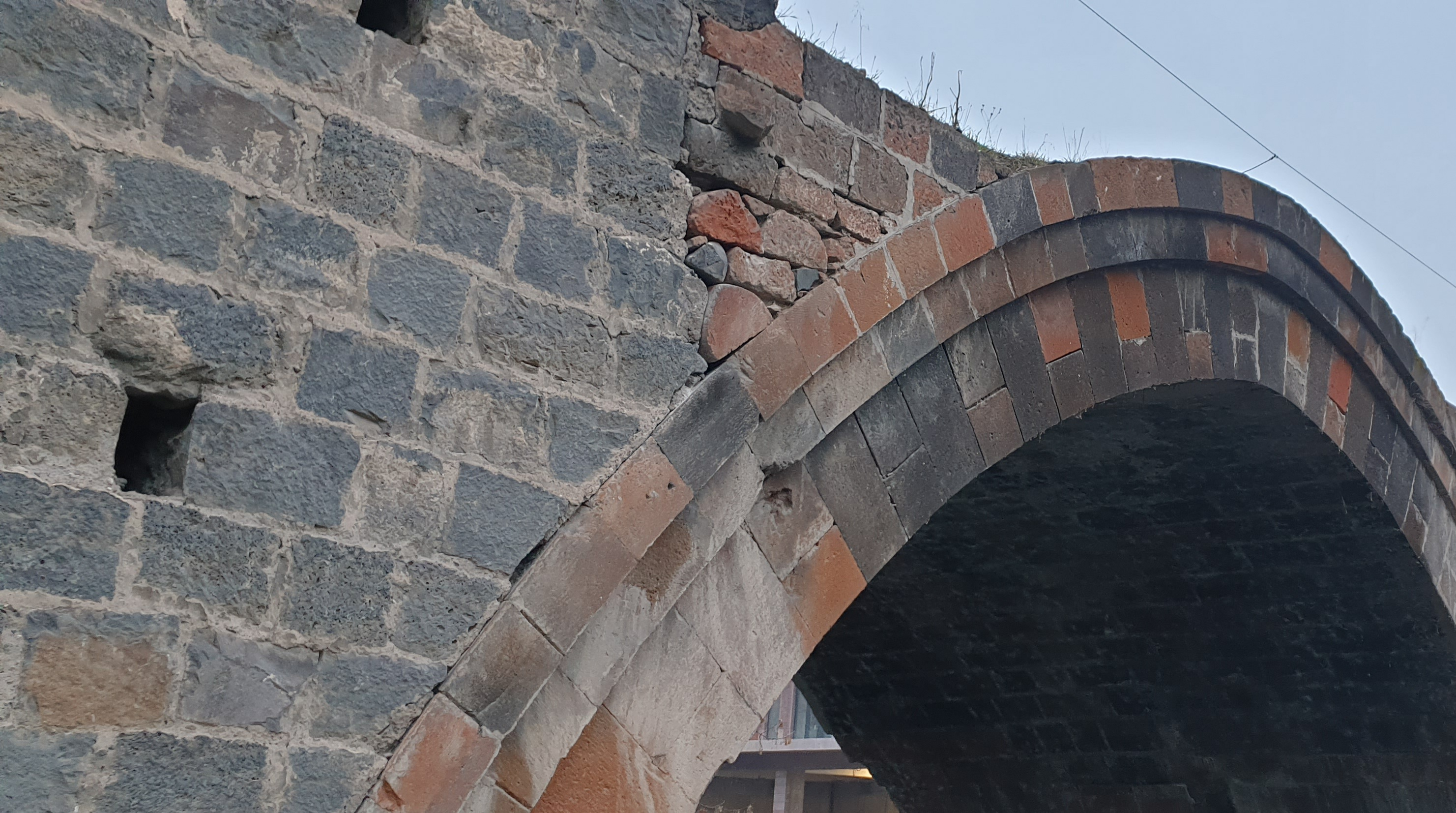
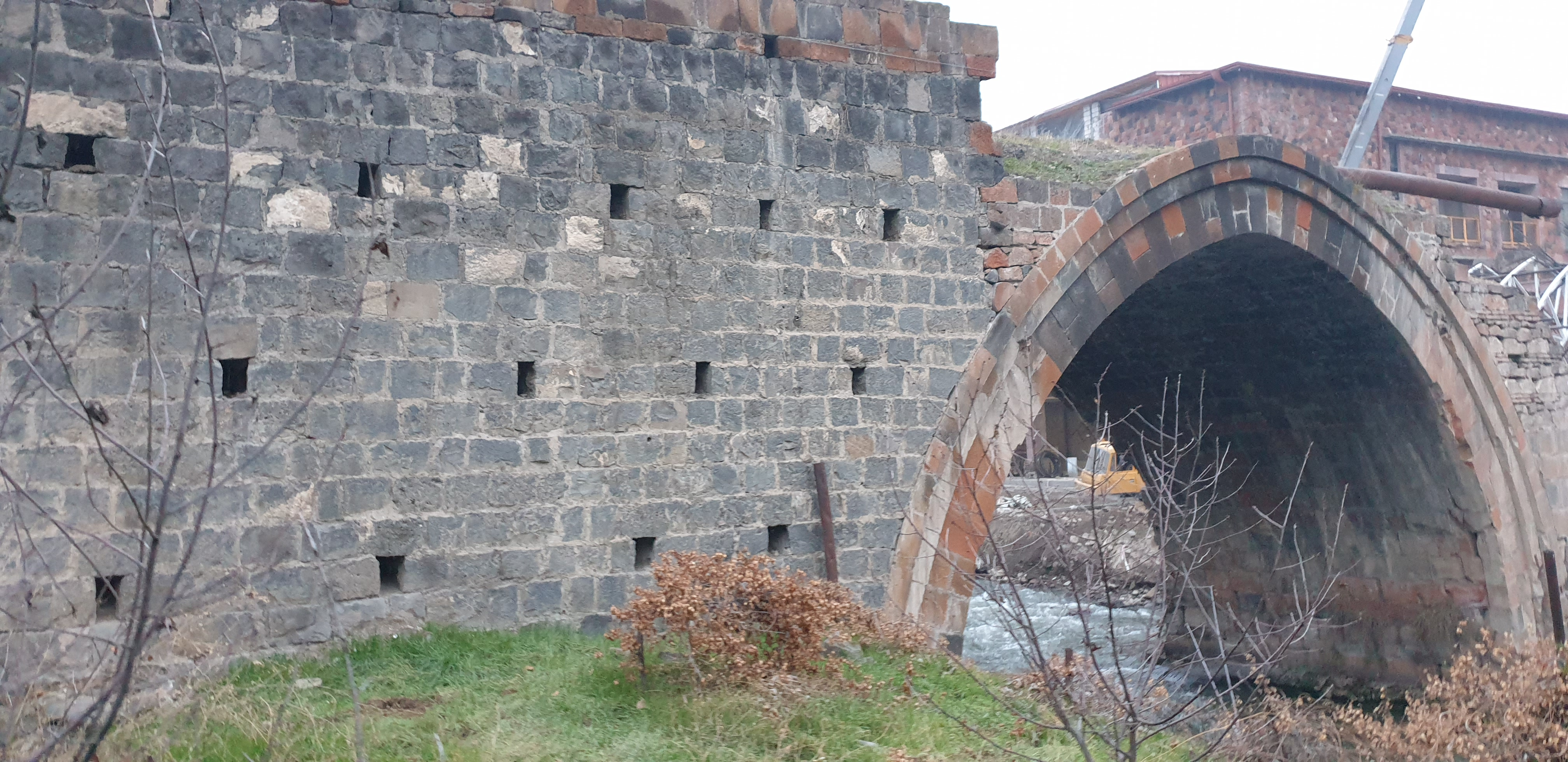
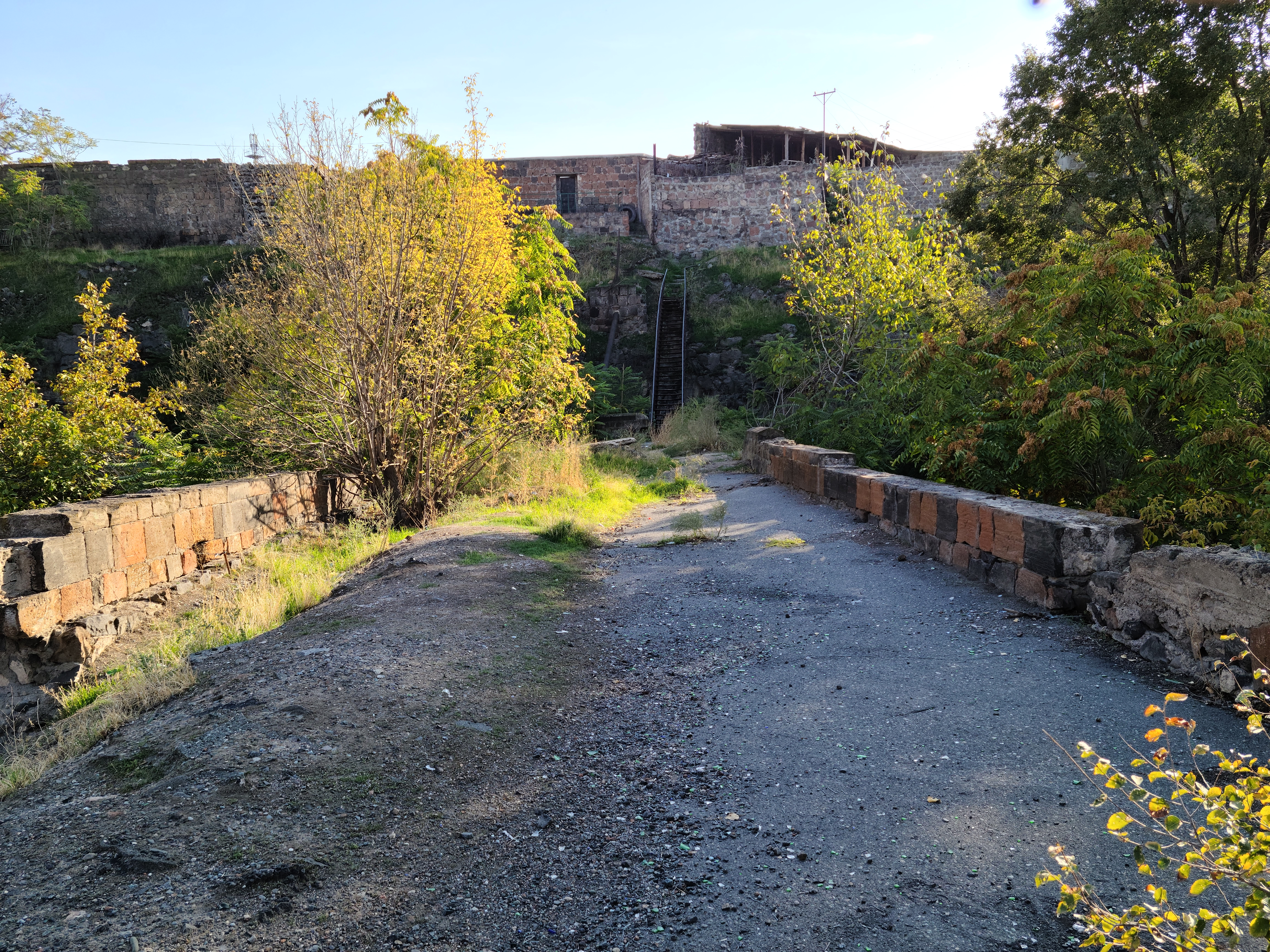
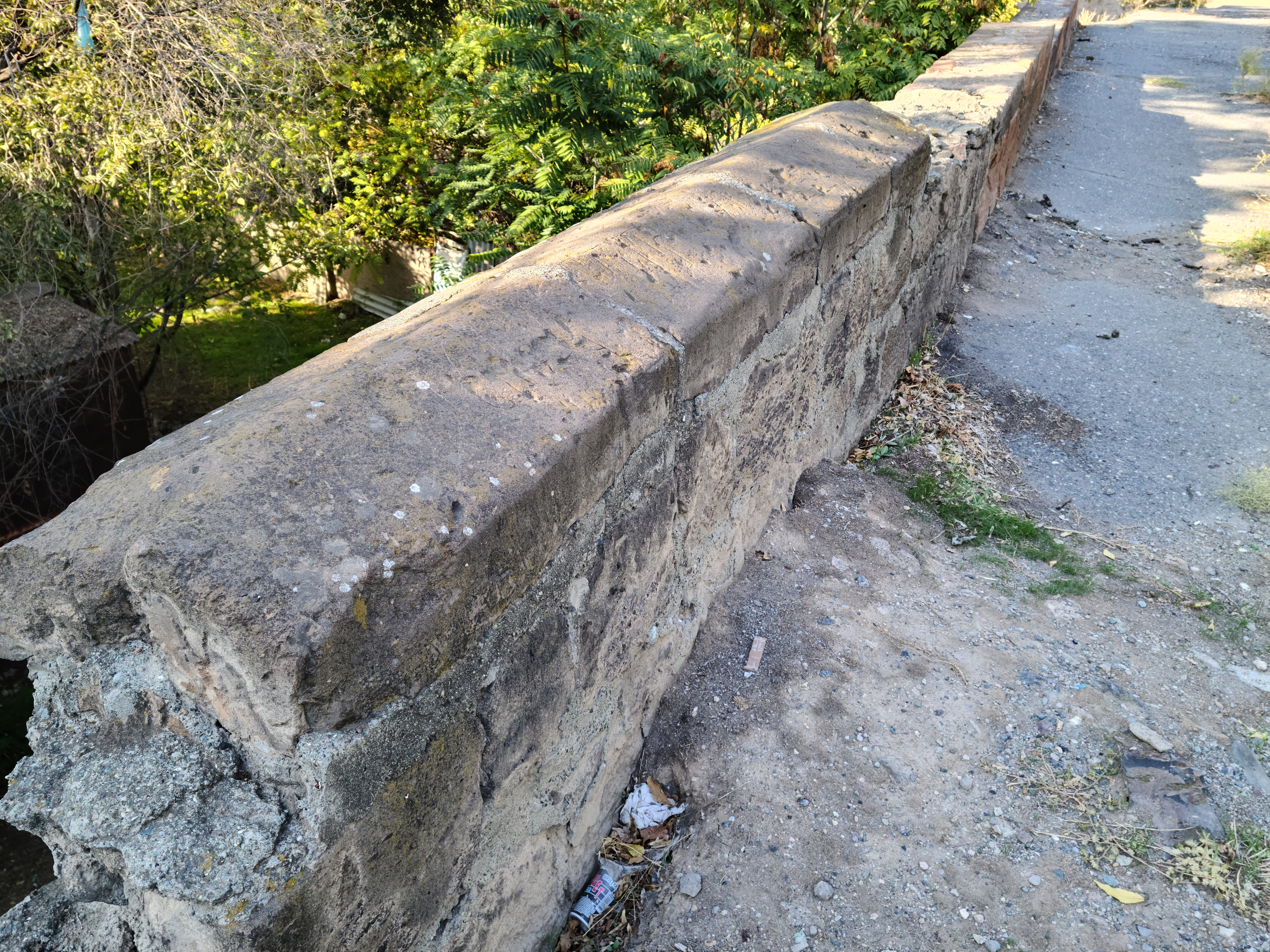

Реконструкція мосту
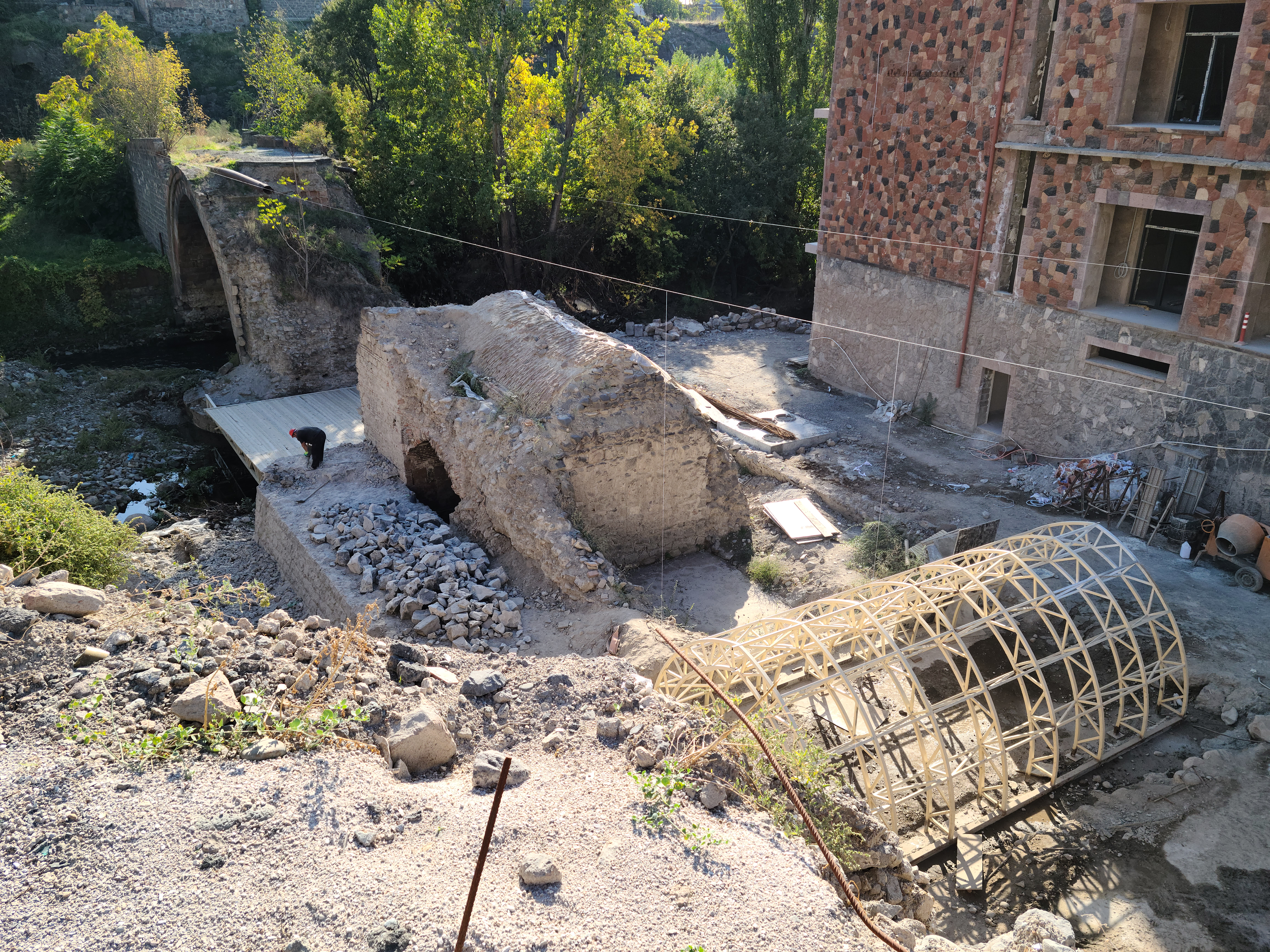
З боку Єреванської фортеці
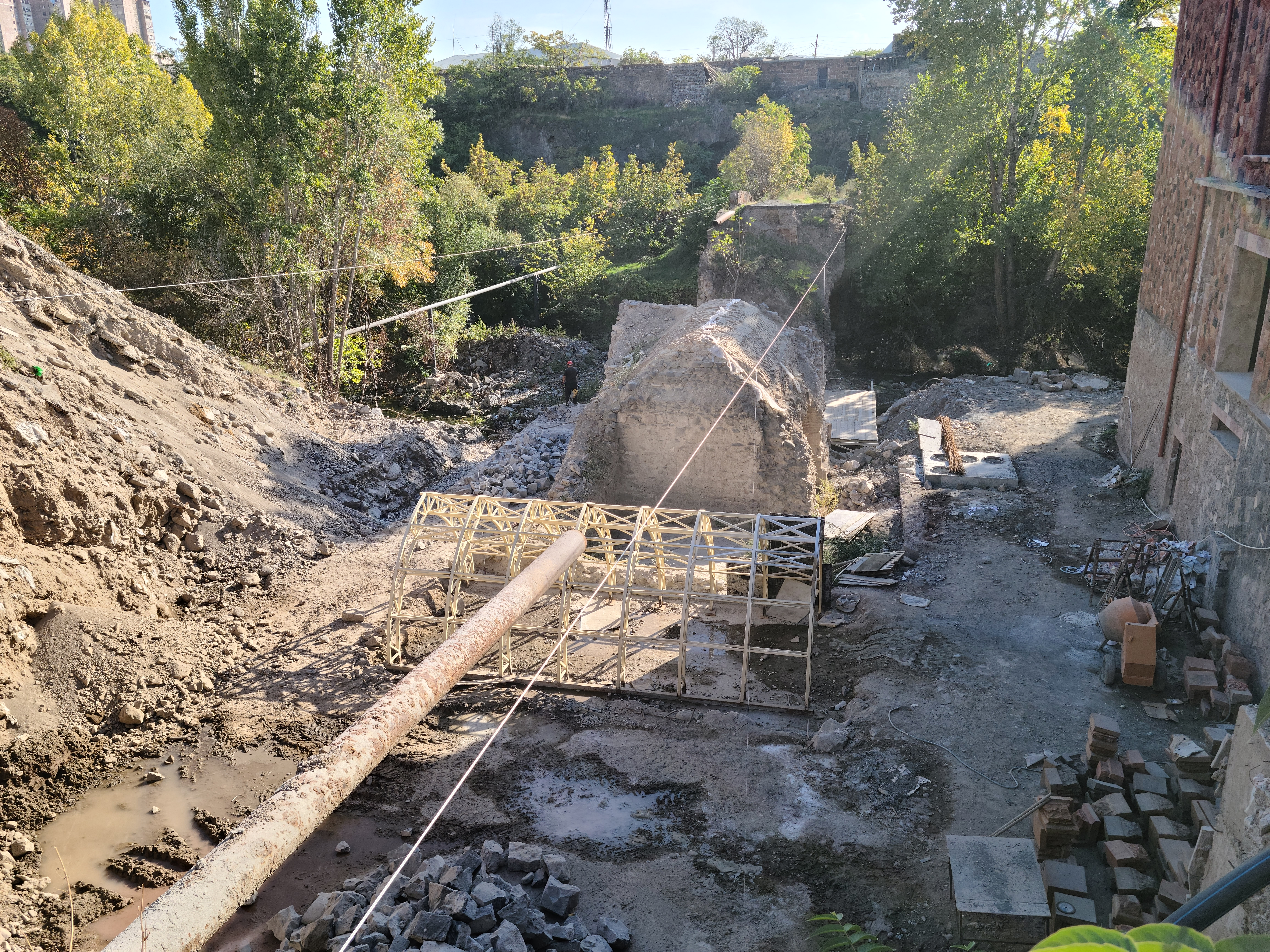
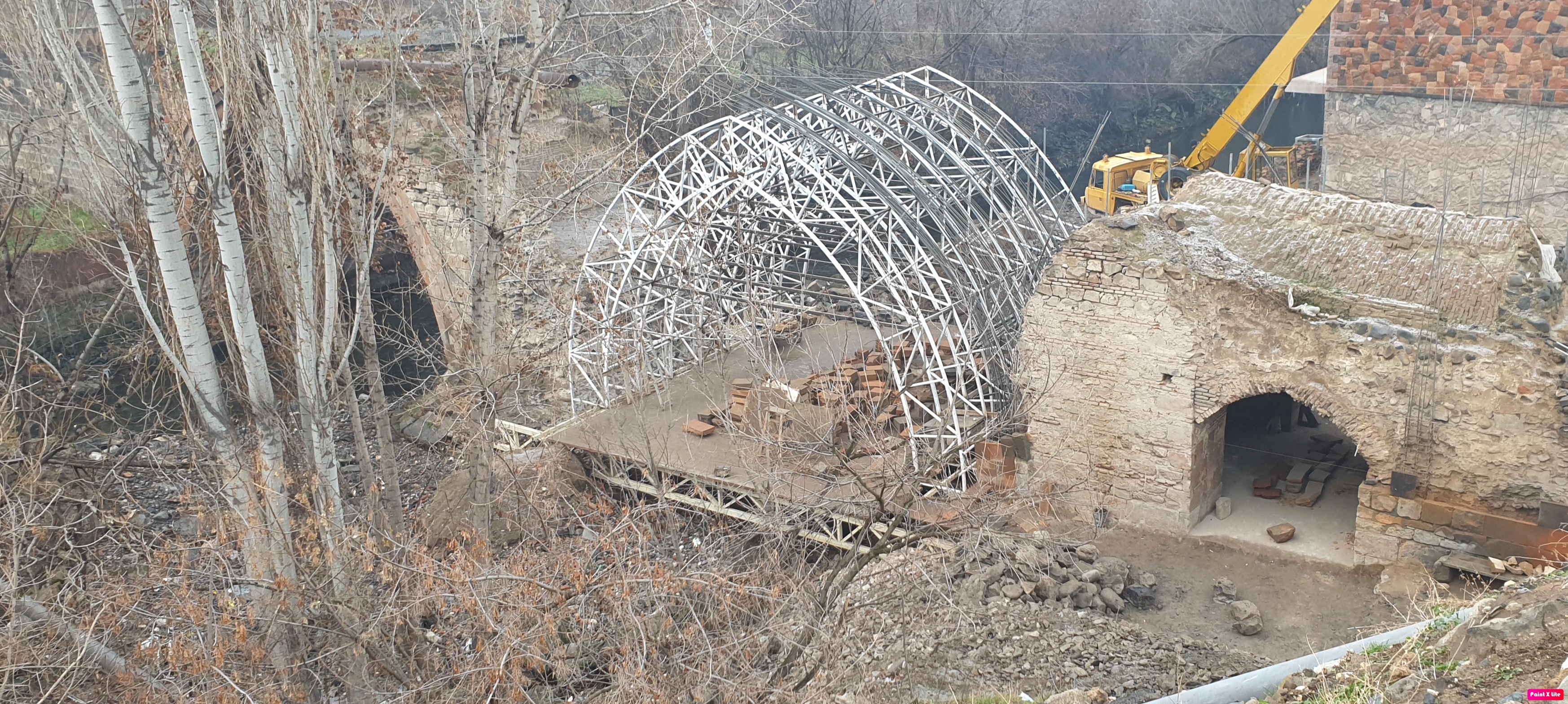
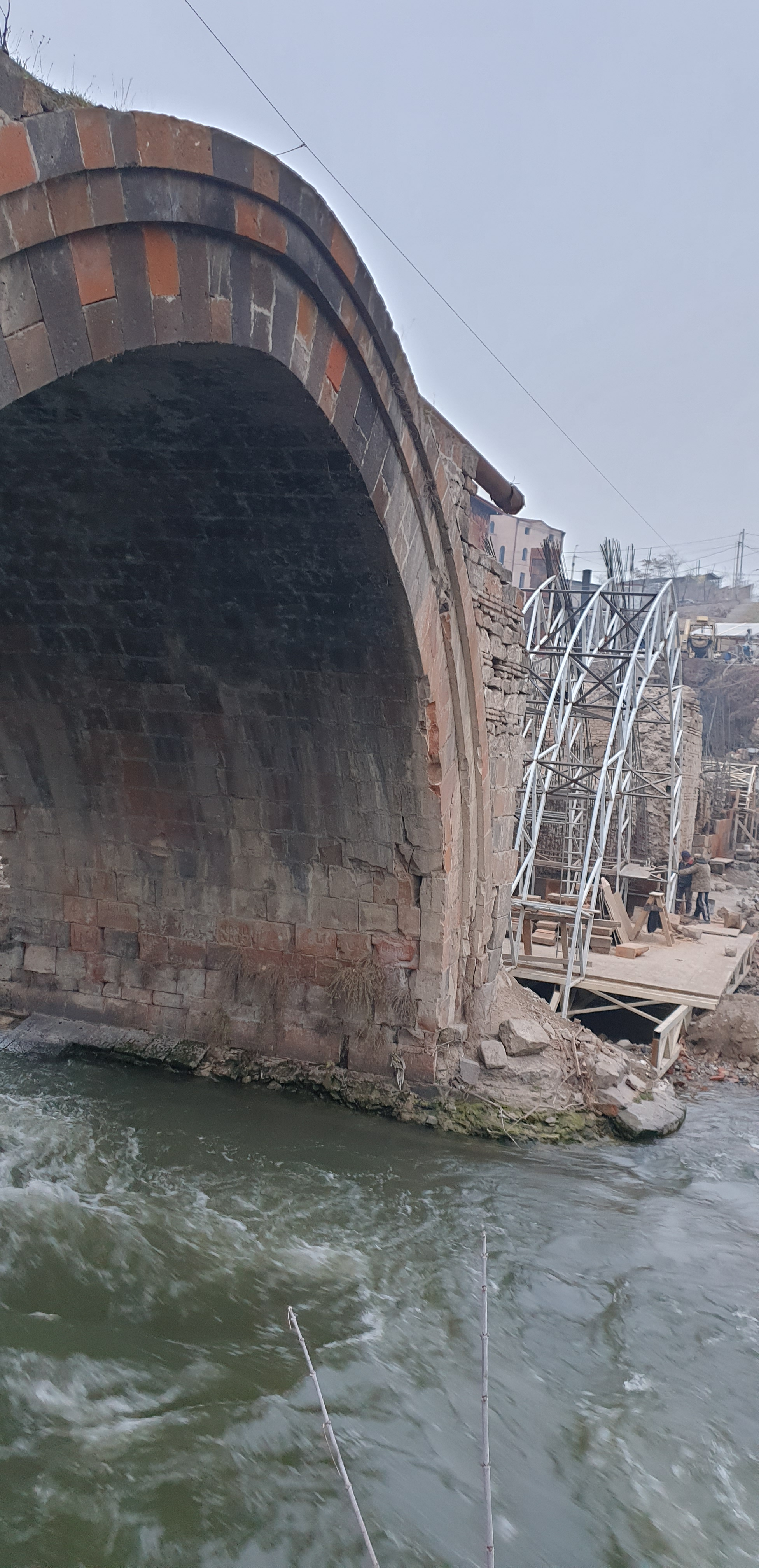
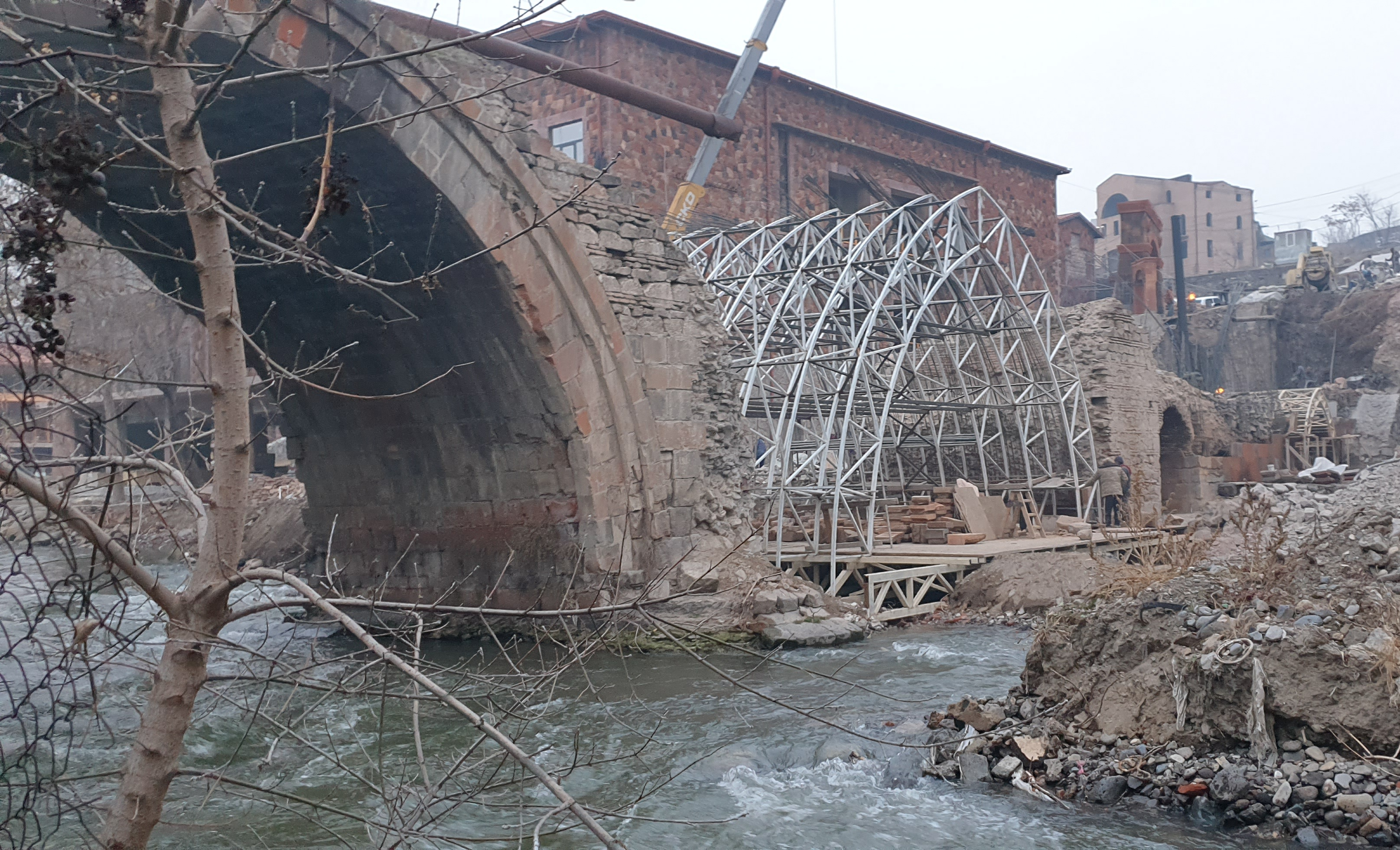
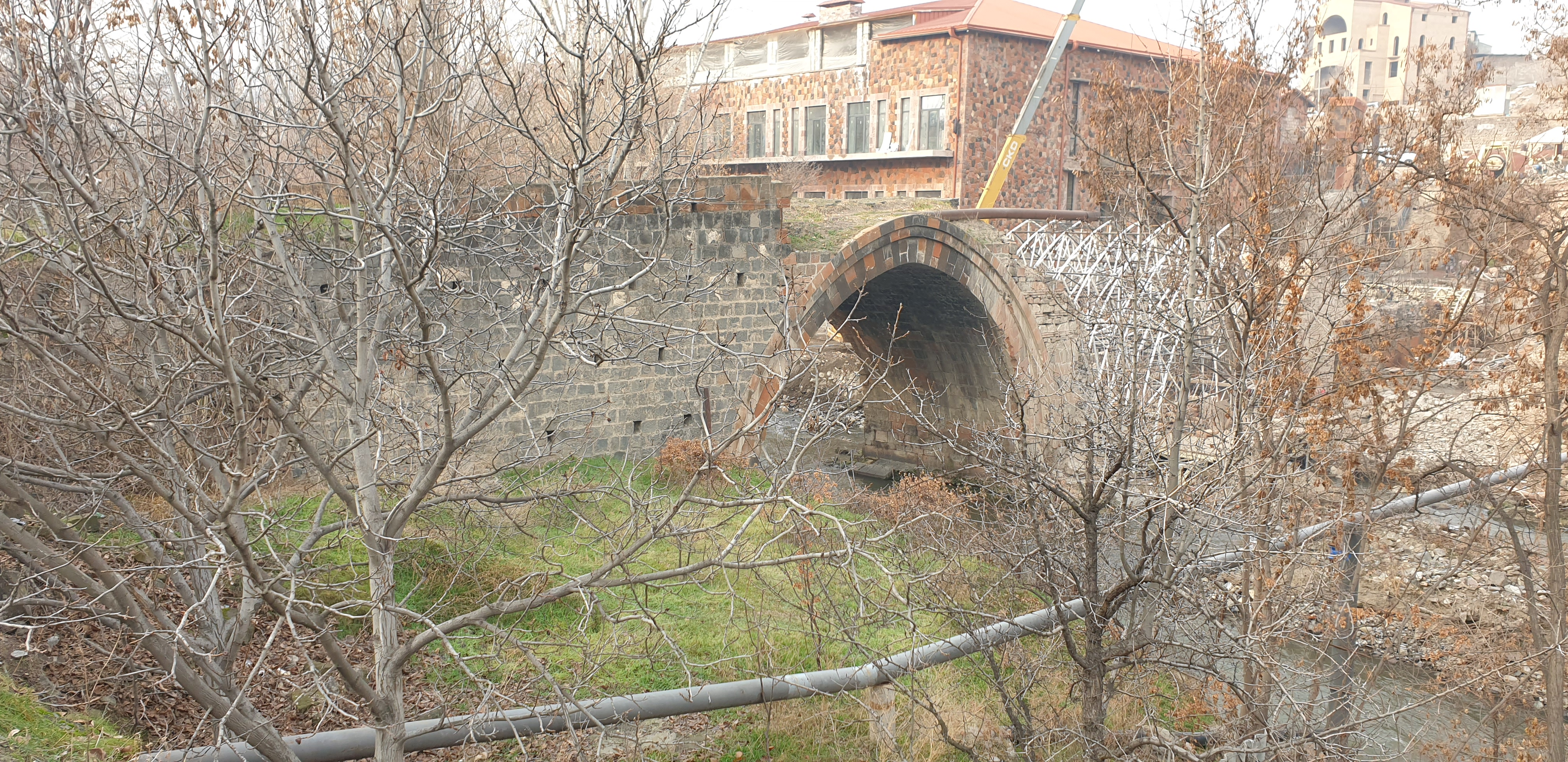